# Hệ thống quản lý môi trường
Hệ thống quản lý môi trường (tiếng Anh: Environmental Management System, viết tắt EMS) đề cập đến việc quản lý các chương trình môi trường của một tổ chức một cách toàn diện, có hệ thống,có kế hoạch và được lưu trữ. Nó bao gồm cơ cấu tổ chức, lập kế hoạch và nguồn lực cho phát triển, thực hiện và duy trì chính sách bảo vệ môi trường.
Chính thức hơn, EMS là " một hệ thống và cơ sở dữ liệu kết hợp các quy trình và quy trình đào tạo nhân sự, giám sát, tổng hợp và báo cáo thông tin về hiệu suất hoạt động về môi trường cho các bên liên quan bên trong và bên ngoài của một công ty. "
Các tiêu chuẩn được sử dụng rộng rãi nhất mà một EMS dựa vào là Tổ chức Tiêu chuẩn Quốc tế (ISO) 14001. Lựa chọn thay thế bao gồm EMAS.
Một hệ thống thông tin quản lý môi trường (EMIS) là một giải pháp công nghệ thông tin để theo dõi dữ liệu về môi trường cho một công ty như là một phần của hệ thống quản lý môi trường tổng thể của họ.

## Mục tiêu
Các mục tiêu của EMS là để tăng sự tuân thủ và giảm lượng chất thải:
Tuân thủ là hành động đạt được và duy trì các tiêu chuẩn tối thiểu. Nếu không tuân thủ, các công ty có thể phải đối mặt với khoản tiền phạt, sự can thiệp của chính phủ hoặc có thể không còn khả năng hoạt động.
Giảm lượng chất thải thì vượt xa tuân thủ để giảm tác động môi trường. EMS giúp phát triển, thực hiện, quản lý, điều phối và giám sát các chính sách môi trường. Giảm lượng chất thải bắt đầu từ giai đoạn thiết kế thông qua phòng ngừa ô nhiễm và giảm thiểu chất thải. Vào cuối của chu kỳ, chất thải được giảm thiểu bằng cách tái chế.
Để đạt được các mục tiêu này, việc lựa chọn các hệ thống quản lý môi trường thường phụ thuộc vào một số tiêu chí nhất định: khả năng được chứng minh để xử lý dữ liệu tần số cao, các chỉ số hiệu năng cao, xử lý và xử lý dữ liệu minh bạch, động cơ tính toán mạnh mẽ, Khả năng tích hợp, tự động hoá luồng công việc và các quy trình đảm bảo chất lượng và báo cáo linh hoạt.

## Đặc điểm
Một hệ thống  quản lý môi trường (EMS):
Phục vụ như một công cụ, hoặc quy trình nhằm cải thiện môi trường và các thông tin chủ yếu là "thiết kế, kiểm soát ô nhiễm và giảm thiểu chất thải, đào tạo, báo cáo cho tổng quản lý, và thiết lập các mục tiêu"
Cung cấp một phương pháp có hệ thống để quản lý các vấn đề môi trường của một tổ chức
Là các khía cạnh của cơ cấu quản lý tổng thể của tổ chức để giải quyết những tác động nhanh chóng và lâu dài của sản phẩm, dịch vụ và tiến trình của họ lên môi trường. EMS hỗ trợ quy hoạch, kiểm soát và giám sát các chính sách trong một tổ chức.
Cung cấp trật tự và thống nhất cho các tổ chức để giải quyết các mối quan tâm về môi trường thông qua phân bổ nguồn lực, phân công trách nhiệm và đánh giá liên tục các thông lệ, thủ tục và quy trình
Tạo môi trường từ quản lý và người lao động và giao nhiệm vụ và trách nhiệm.
Thiết lập khuôn khổ đào tạo để đạt được mục tiêu và hiệu quả mong muốn.
Giúp hiểu các yêu cầu về lập pháp để xác định tốt hơn tác động, tầm quan trọng, ưu tiên và mục tiêu của sản phẩm hoặc dịch vụ.
Tập trung vào cải tiến liên tục của hệ thống và cách thức để thực hiện các chính sách và mục tiêu để đạt được một kết quả mong muốn. Điều này cũng giúp đánh giá và kiểm toán EMS để tìm kiếm các cơ hội trong tương lai.
Khuyến khích các nhà thầu và nhà cung cấp để thiết lập EMS của riêng họ.
Tạo thuận lợi cho báo cáo điện tử cho các cơ quan môi trường của chính phủ liên bang, tiểu bang và tỉnh thông qua việc tải lên trực tiếp

## Mô hình EMS
Một EMS thực hiện theo một vòng tròn Lập kế hoạch-Thực hiện-Kiểm tra-Tác động (Plan-Do-Check-Act, hay PDCA). Biểu đồ cho thấy quá trình đầu tiên phát triển một chính sách môi trường là lập kế hoạch EMS, và sau đó thực hiện nó. Quá trình này cũng bao gồm việc kiểm tra hệ thống và tác động lên nó. Mô hình này là liên tục vì một EMS là một quá trình cải tiến liên tục trong đó một tổ chức liên tục xem xét và sửa đổi hệ thống.

Đây là một mô hình có thể được sử dụng bởi một loạt các tổ chức từ các cơ sở sản xuất đểphục vụ các ngành công nghiệp cho tới các cơ quan chính phủ.

Chu kỳ PDCA

### Lập kế hoạch (P)
Thiết lập mục tiêu và quy trình cần thiết để đạt kết quả phù hợp với sản lượng dự kiến (mục tiêu hoặc mục đích). Bằng cách thiết lập các kỳ vọng đầu ra, tính đầy đủ và chính xác của đặc tả cũng là một phần của cải tiến mục tiêu. Khi có thể bắt đầu trên một quy mô nhỏ để kiểm tra các hiệu ứng có thể.

### Thực hiện (D)
Thực hiện kế hoạch, thực hiện quy trình, làm cho sản phẩm. Thu thập dữ liệu để lập biểu và phân tích trong các bước "C" và "ACT" sau đây.

### Kiểm tra (C)
Nghiên cứu các kết quả thực tế (được đo và thu thập trong "D" ở trên) và so sánh với các kết quả dự kiến (mục tiêu hoặc mục tiêu từ "P") để xác định bất kỳ sự khác biệt nào. Tìm sự sai lệch trong việc thực hiện từ kế hoạch và cũng tìm kiếm sự phù hợp và đầy đủ của kế hoạch để cho phép thực hiện, nghĩa là, "D". Dữ liệu biểu đồ có thể làm cho điều này dễ dàng hơn nhiều để xem các xu hướng qua một vài chu trình PDCA và để chuyển đổi các dữ liệu thu thập thành thông tin. Thông tin là những gì bạn cần cho bước tiếp theo "A".

### Tác động (A)
Nếu "C" cho thấy Kế hoạch đã được thực hiện trong "D" là một cải tiến cho tiêu chuẩn trước đó, điều đó trở thành tiêu chuẩn mới cho việc tổ chức nên tiến hành trong tương lai (các tiêu chuẩn mới được thực hiện). Nếu "C" cho thấy "P" đã được thực hiện trong "D" không phải là một cải tiến, thì tiêu chuẩn hiện tại (cơ sở) sẽ vẫn được áp dụng. Trong cả hai trường hợp, nếu "C"cho thấy một điều gì đó khác với dự kiến (dù là tốt hơn hay tệ hơn), thì còn có thêm một số việc phải làm... và đó sẽ đề xuất các chu trình PDCA trong tương lai. Lưu ý rằng một số người dạy PDCA khẳng định rằng "A" liên quan đến việc điều chỉnh hoặc hành động khắc phục... nhưng nhìn chung nó sẽ là phản đối PDCA suy nghĩ để đề xuất và quyết định thay đổi khác mà không sử dụng một giai đoạn Kế hoạch phù hợp hoặc để làm cho họ trở thành một tiêu chuẩn mới Đường cơ sở) mà không qua "D" và "C" bước.

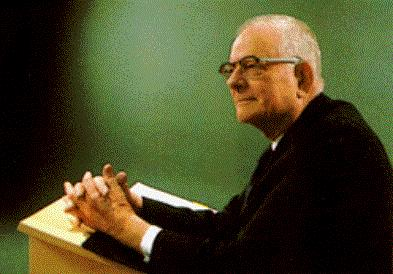
William Edwards Deming

PDCA được Dr W. Edwards Deming phổ biến, người được nhiều người coi là cha đẻ của kiểm soát chất lượng hiện đại; Tuy nhiên, ông luôn luôn gọi nó là "chu kỳ Shewhart". Sau đó trong sự nghiệp của Deming, ông đã sửa đổi PDCA thành "Plan, Do, Study, Act" (PDSA) bởi vì ông cảm thấy rằng "kiểm tra" nhấn mạnh việc kiểm tra phân tích . Chu trình PDSA được sử dụng để tạo ra mô hình của quá trình chuyển giao bí quyết.
Khái niệm PDCA dựa trên phương pháp khoa học, được phát triển từ công trình của Francis Bacon (Novum Organum, 1620). Phương pháp khoa học có thể được viết là "giả thuyết" - "thử nghiệm" - "đánh giá" hoặc lên kế hoạch, làm và kiểm tra. Shewhart mô tả sản xuất dưới "kiểm soát" - theo kiểm soát thống kê - như là một quy trình ba bước về đặc tả, sản xuất và kiểm tra. Ông cũng đặc biệt liên quan đến phương pháp khoa học của giả thuyết, thử nghiệm, và đánh giá. Shewhart nói rằng nhà thống kê "phải giúp thay đổi nhu cầu cho hàng hóa bằng cách cho thấy [...] làm thế nào để tăng phạm vi khoan dung và nâng cao chất lượng hàng hoá." Rõ ràng, Shewhart đã dự định Hành động dựa trên các kết luận của đánh giá. Theo Deming, trong những bài giảng của ông ở Nhật Bản vào đầu những năm 1950, những người tham gia Nhật Bản đã rút ngắn các bước thực hiện kế hoạch truyền thống, làm, kiểm tra, hành động. Deming ưa thích kế hoạch, làm, nghiên cứu, hành động vì "nghiên cứu" có ý nghĩa trong tiếng Anh gần với ý định của Shewhart hơn là "kiểm tra"

### Nhiều vòng lặp của chu trình PDCA
Nhiều vòng lặp của chu trình PDCA được lặp lại cho đến khi vấn đề được giải quyết.

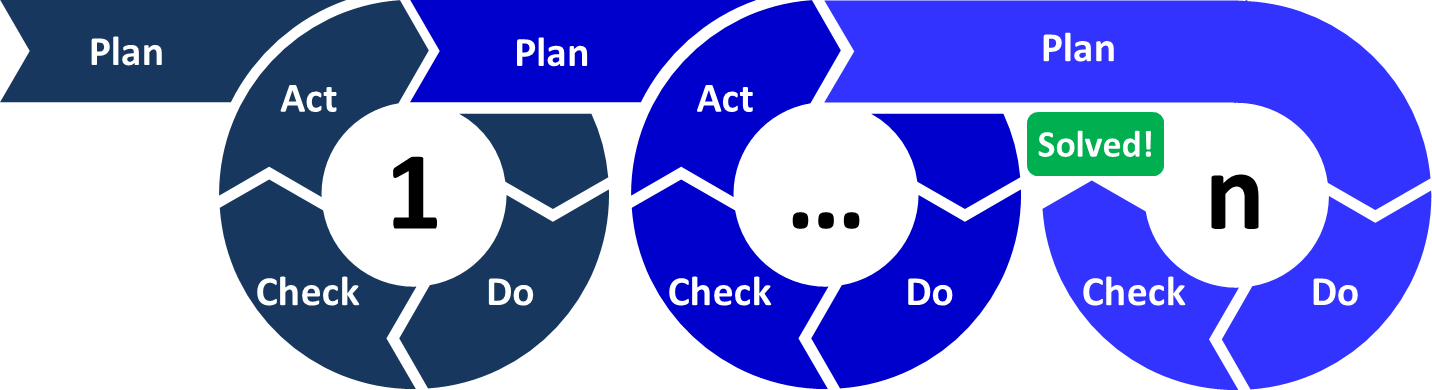
Nhiều vòng lặp của chu trình PCDA

Một nguyên tắc cơ bản của phương pháp khoa học và PDCA là lặp lại - một khi giả thuyết được xác nhận (hoặc phủ nhận), việc thực hiện chu trình một lần nữa sẽ mở rộng thêm kiến thức. Lặp đi lặp lại chu kỳ PDCA có thể mang chúng ta đến gần mục tiêu hơn, thường là một hoạt động và sản lượng hoàn hảo.
Một chức năng cơ bản khác của PDCA là sự tách biệt "hợp vệ sinh" của từng giai đoạn, nếu các phép đo tác động không được tách rời do các hành động đồng thời (nguyên nhân) khác nhau có nguy cơ bị nhiễu.

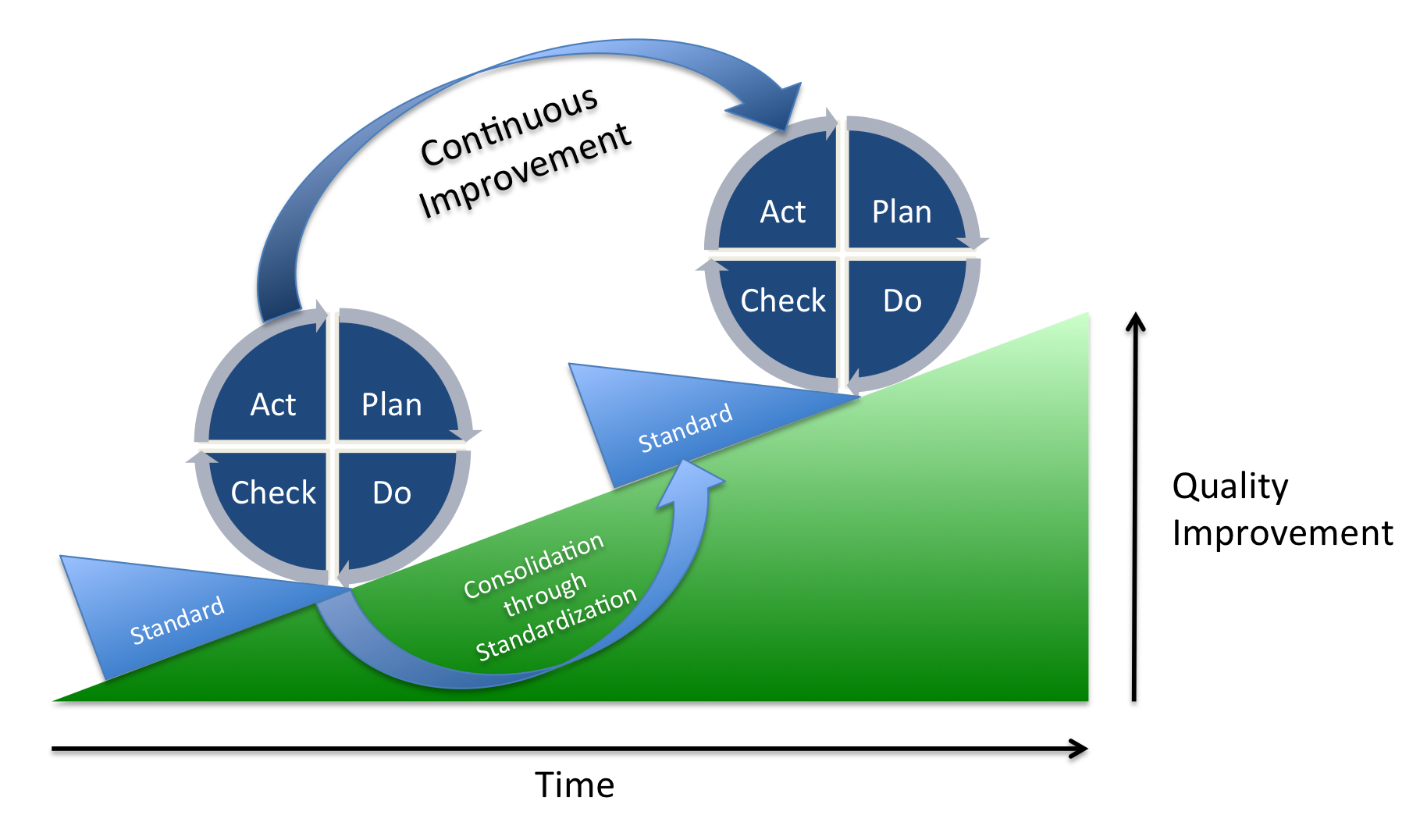
Cải tiến chất lượng liên tục với PDCA

PDCA (và các dạng giải quyết vấn đề khoa học khác) còn được gọi là một hệ thống để phát triển tư duy phê phán. Toyota và các công ty Lean khác đề xuất rằng một lực lượng lao động giải quyết vấn đề, sử dụng PDCA có thể cải tiến tốt hơn và vượt lên trên đối thủ thông qua việc giải quyết vấn đề nghiêm ngặt và Những đổi mới tiếp theo. Điều này cũng tạo ra một nền văn hoá của các nhà giải quyết vấn đề bằng cách sử dụng PDCA và tạo ra một nền văn hoá của các nhà tư tưởng phê bình.
Deming liên tục nhấn mạnh về một hệ thống được cải thiện, do đó PDCA cần được lặp đi lặp lại nhiều lần trong spirals tăng kiến thức của hệ thống hội tụ về mục tiêu cuối cùng, mỗi chu kỳ gần hơn trước. Người ta có thể hình dung ra một lò xo cuộn mở, với mỗi vòng lặp là một chu kỳ của phương pháp khoa học - PDCA, và mỗi chu kỳ hoàn chỉnh cho thấy sự gia tăng kiến thức của chúng ta về hệ thống đang nghiên cứu. Cách tiếp cận này dựa trên niềm tin rằng kiến thức và kỹ năng của chúng tôi còn hạn chế, nhưng sẽ cải thiện. Đặc biệt là khi bắt đầu một dự án, thông tin quan trọng có thể không được biết; Phương pháp khoa học PDCA-cung cấp phản hồi để biện minh cho giả thuyết của chúng ta (giả thuyết) và nâng cao kiến thức của chúng ta. Thay vì nhập vào "phân tích tê liệt" để làm cho nó hoàn hảo lần đầu tiên, tốt hơn là phải xấp xỉ đúng sai chính xác. Với kiến thức được cải thiện, chúng ta có thể lựa chọn để tinh chỉnh hoặc thay đổi mục tiêu (trạng thái lý tưởng). Chắc chắn, cách tiếp cận PDCA có thể đưa chúng ta tới gần hơn bất cứ mục tiêu nào chúng ta chọn.
Tỷ lệ thay đổi, tức là tỷ lệ cải thiện, là yếu tố cạnh tranh then chốt trong thế giới ngày nay. PDCA cho phép "nhảy" về hiệu suất ("đột phá" thường được mong muốn theo phương pháp phương Tây), cũng như Kaizen (những cải tiến thường xuyên). Ở Hoa Kỳ, cách tiếp cận PDCA thường gắn liền với một dự án có quy mô lớn liên quan đến thời gian của nhiều người, và do đó các nhà quản lý muốn thấy những cải tiến "đột phá" lớn để biện minh cho nỗ lực này. Tuy nhiên, phương pháp khoa học và PDCA áp dụng cho tất cả các loại dự án và các hoạt động cải tiến..

### Chi phí và Lợi ích của EMS

#### Nội bộ
Nhân viên / người quản lý thời gian (đại diện cho phần lớn các nguồn lực EMS chi tiêu bởi hầu hết các tổ chức)
Thời gian khác nhân viên

#### Bên ngoài
Hỗ trợ tư vấn tiềm năng
Đào tạo nhân viên bên ngoài
Lợi ích tiềm ẩn
Cải thiện hiệu suất môi trường
Tăng cường tuân thủ
Phòng ngừa ô nhiễm
Bảo tồn tài nguyên
Khách hàng /giao dịch mới
Tăng hiệu quả / giảm chi phí
Tinh thần nhân viên nâng cao
Cải thiện hình ảnh với công chúng, nhà quản lý, nhà cho vay, nhà đầu tư
Nhận thức của nhân viên về các vấn đề môi trường và trách nhiệm

## Ý Nghĩa khác
Một EMS cũng có thể được phân loại như:
một hệ thống giám sát, theo dõi và báo cáo thông tin khí thải, đặc biệt là đối với các ngành công nghiệp dầu mỏ và khí đốt với. Các EMS đang dựa trên web để đáp ứng các quy tắc báo cáo khí nhà kính (GHG) bắt buộc của EPA, trong đó cho phép khai báo thông tin phát thải khí nhà kính thông qua internet.
một mạng lưới kiểm soát tập trung và thường tự động của các thiết bị (nay là công nghệ không dây sử dụng sóng z và Zigbee) được sử dụng để kiểm soát môi trường nội bộ của một tòa nhà. Một hệ thống như vậy cụ thể hoạt động như một giao diện giữa người dùng cuối cùng và năng lượng (gas / điện) tiêu thụ.

## Ví dụ về các hệ thống quản lý môi trường
- Emisoft's environmental management, reporting and compliance platform
- Medgate environmental management software
- EsDat environmental data management system
- Enviance regulatory compliance system
- ERA Environmental's environmental management system